# Płaska
Płaska – wieś w Polsce położona w województwie podlaskim, w powiecie augustowskim, w gminie Płaska. Na jej terenie znajdują się 3 jeziora: Pobojno, Orle oraz Paniewo. Dwa ostatnie stanowią część kanału Augustowskiego.
Według Powszechnego Spisu Ludności z 1921 roku wieś zamieszkiwało 368 osób, wśród których 351 było wyznania rzymskokatolickiego, a 17 mojżeszowego. Jednocześnie wszyscy mieszkańcy zadeklarowali polską przynależność narodową. We wsi było 67 budynków mieszkalnych.
W roku 1972 wieś była siedzibą gromady Płaska. W latach 1975–1998 miejscowość administracyjnie należała do województwa suwalskiego.
Miejscowość jest siedzibą gminy Płaska. Znajduje się w niej szkoła oraz ośrodek zdrowia. Przebiega przez nią droga wojewódzka nr 672, a także Wschodni Szlak Rowerowy Green Velo.

## Zabytki
Wykaz zabytków nieruchomych wpisanych do rejestru zabytków Narodowego Instytutu Dziedzictwa:
- zbiorowa mogiła żołnierzy Wojska Polskiego, 1939 r. (nr rej.: A-954 z 30.04.1993).